# Эзекеево
Эзекеево (чув. Эсеккел, Ӗçкӗл) (прежнее название — С. Сайман) — село Поспеловской сельской администрации Николаевского района Ульяновской области.

## География
Расположено на реке Эзекеевке в 23 км к северо-западу от районного центра.

## История
Заселение, предположительно, происходило в два этапа:
- I этап — переселенцы — булгары-язычники Эскелы, одна из веток булгар. Пришедшие со стороны Пензенской области, заселившие верхнюю часть села, давшие ей название ēçeн кÿл (чув. питьевое озеро).
- II этап — переселенцы  в 1684 г. — служилые люди (Служилые чуваши анат енчи), которые охраняли Сызранскую черту, были переселены из деревни Старое Ильмово.

В 1686 году 5 ясашных чувашей во главе с Чинаем Яшкитовым заселились в село Кочкарлей, потом, в сёла Эзекеево и Сайман (ныне Чувашский Сайман).
В 1780 году, при создании Симбирского наместничества, деревня Верхней Сайман Кзекеево тож, при речке Кзекеевой, крещеных чуваш, помещичьих крестьян, тут же деревня Мемезерова, крещеных чуваш, вошло в состав Канадейского уезда<ref>№ 31 - Деревня Верхней Сайман Кзекеево и тут же деревня Мемезерова. Создание Симбирского наместничества. Канадейской уезд. 1780 год. archeo73.ru. Дата обращения: 1 июня 2020. Архивировано из оригинала 23 октября 2020 года.</ref>.
В 1859 году деревня Эзекеево была во 2-м стане Сызранский уезд Симбирская губерния, в которой в 118 дворах  жило 547 человек.
В деревне не было своей церкви, поэтому прихожане деревни ходили в соседнее село Кочкарлей.  В 1896 году в деревне открылась церковно-приходская школа. На 1900 год в деревне в 122 дворах жило: 399 мужчин и 426 женщин.
В 1913 г. в чувашском селе Эзекеево было 190 дворов, 1196 жителей, церковь (1904), школа, мельница, крестьяне ткали холсты из льна и конопли, занимались кожевенным, сапожным, портняжным промыслами, было развито садоводство и пчеловодство.
В 1927 году в селе было создано потребительское общество, вскоре — изба-читальня и народный дом (1928), шпальный завод (1930), в 1931 возник колхоз «Мечты Ильича» (председатель И. А. Прибылов), к которому присоединились колхоз «Путь к социализму» (1950) и «Передовик» (1959).
В 1996 — население 380 человек чуваши. СПК «Мечты Ильича» (бывший одноимённый колхоз), клуб, библиотека, медпункт.

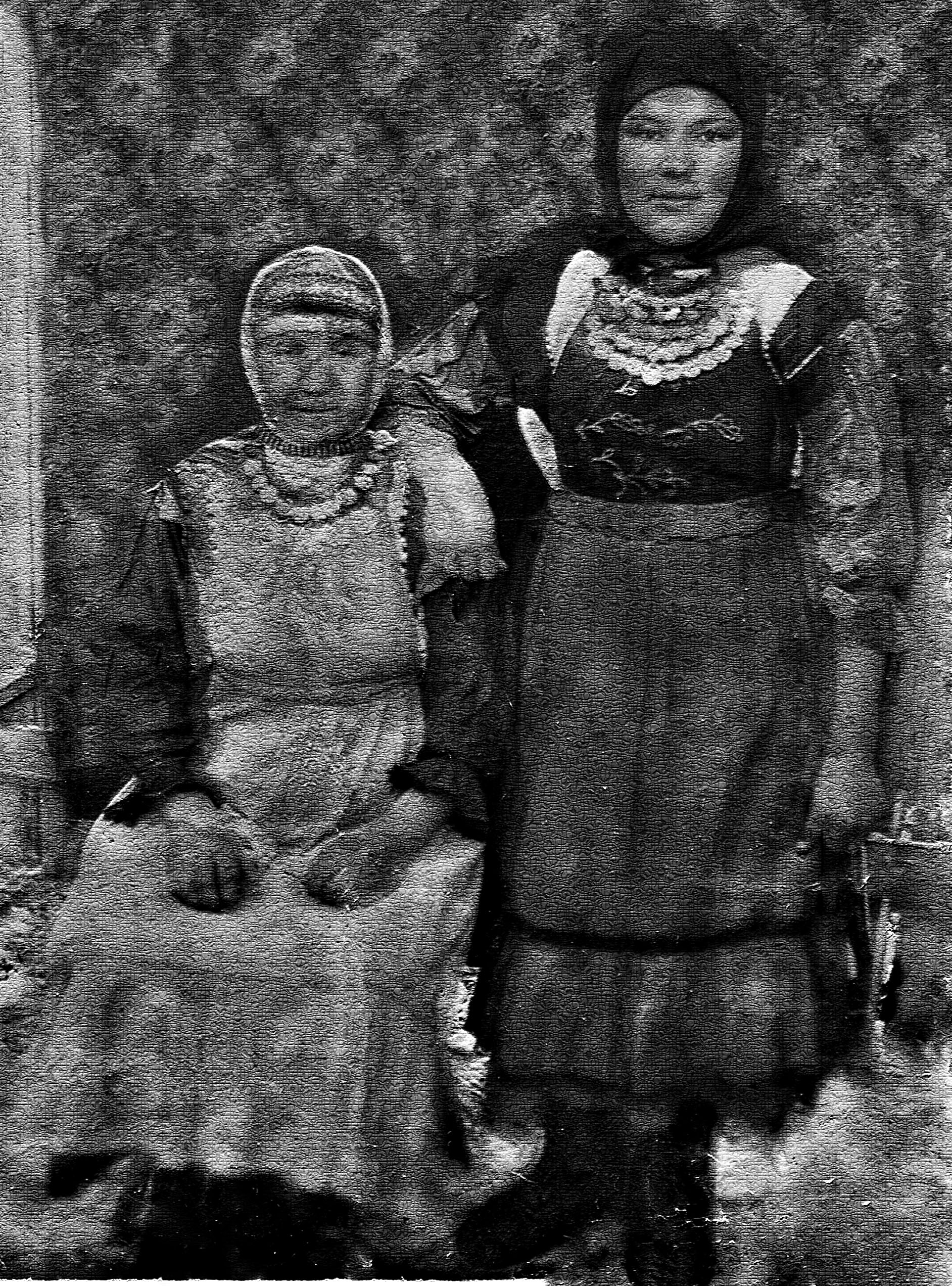
Местная жительница Ульяна Филипповна Тегерлина (Лялина) (справа). 1939 г.

## Происхождение названия
В середине IX в. булгарское войско во главе с Айдар ханом переправилось на левый берег Волги и разбило венгров (мадьяр), которые вынуждены были переселиться в междуречье Дона и Днепра, где страна их была названа Леведией по имени их предводителя. Это была первая война складывающегося булгарского народа в фазе подъёма, которая всегда связана с экспансией. Булгары стали в массовом порядке переправляться на левобережье Волги, занимать нижнее течение Камы. Можно предположить, что булгары Кодрака, прожившие на правом берегу Волги почти столетие до прибытия своих сородичей с Северного Кавказа, после переправы на левый берег называли свою старую родину на правом берегу Волги «иске ил», а их самих прибывшие позднее сородичи называли «искеиллаp» (ишкиль, эсегель). Таким образом, эсегель (так называли арабо-персидские авторы одно из подразделений булгар) не были каким-то отдельным племенем, а были просто первыми переселенцами с Северного Кавказа на Среднюю Волгу, точнее, потомками булгар Кодрака.

## Население
| 2010 |
| ---- |
| 260  |

## Фотографии

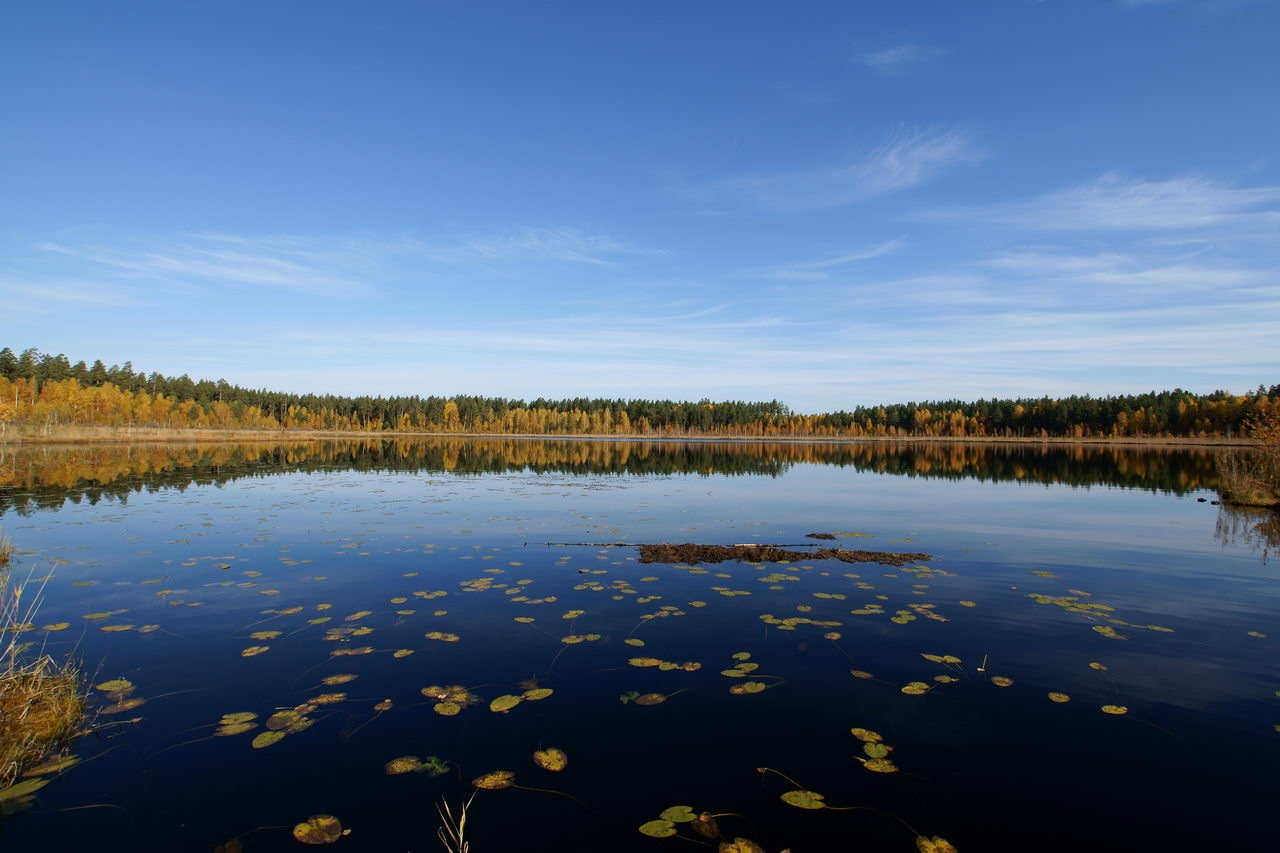
Озеро Светлое
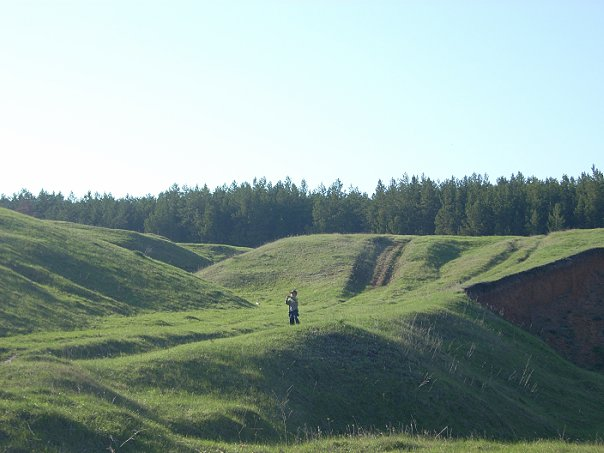
Глиняный овраг.
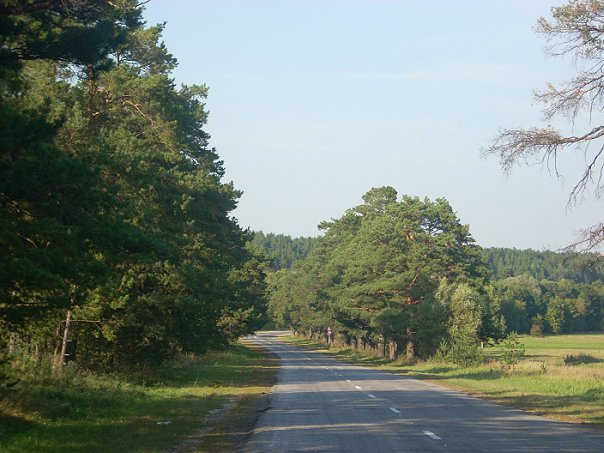
Екатерининские сосны
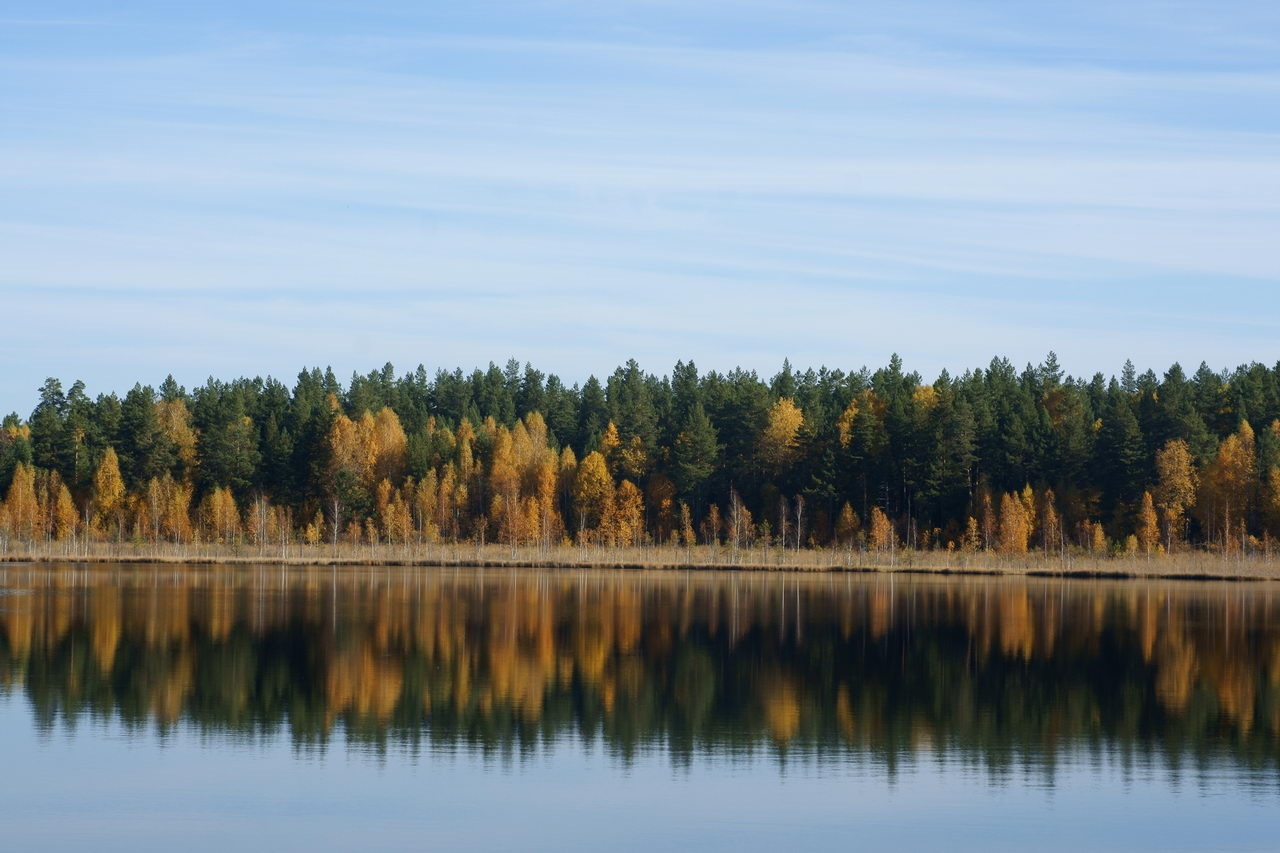
Озеро Светлое.
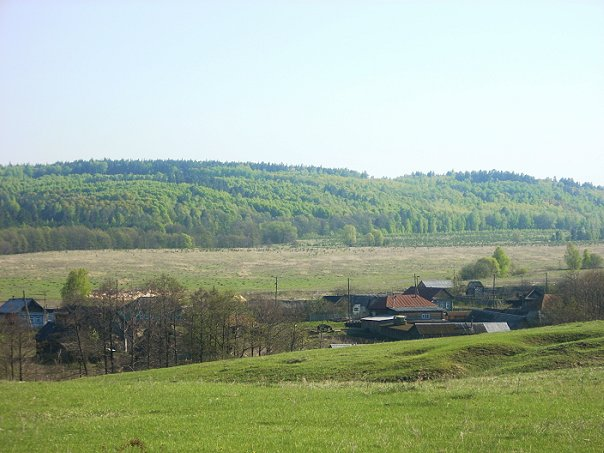
Эзекеево.
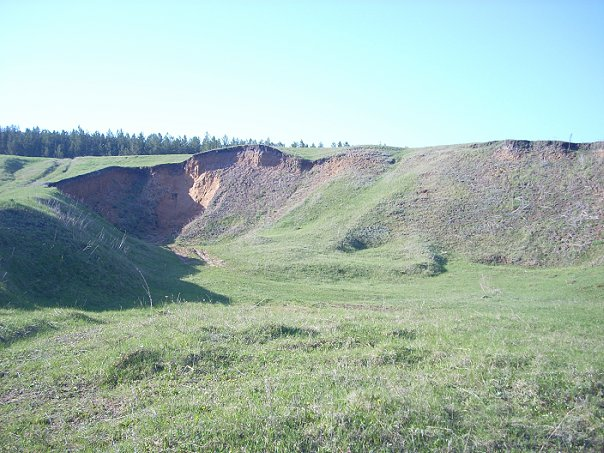
Глиняный овраг.
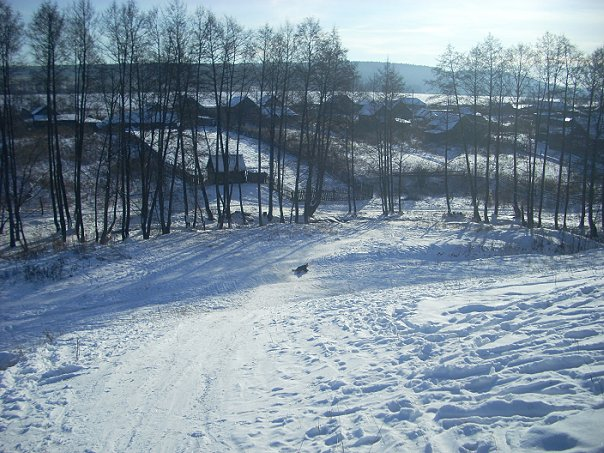
Эзекеево зимой.
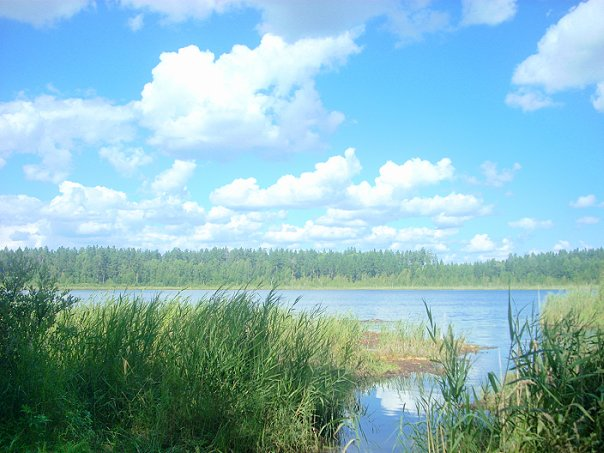
Озеро Светлое.